# Prealpi Giulie Meridionali
Le Prealpi Giulie Meridionali (dette anche Catena Mia-Ioanaz-Matajur) sono un gruppo montuoso delle Prealpi Giulie. Si trovano in Friuli-Venezia Giulia (provincia di Udine e provincia di Gorizia) ed in Slovenia (Goriziano).
Costituiscono la parte sud-orientale delle Prealpi Giulie. Raggiungono la massima elevazione con il Matajur (1.641 m).

## Classificazione
Secondo la SOIUSA le Prealpi Giulie Meridionali sono un supergruppo alpino con la seguente classificazione:
- Grande parte = Alpi Orientali
- Grande settore = Alpi Sud-orientali
- Sezione = Alpi e Prealpi Giulie
- Sottosezione = Prealpi Giulie
- Supergruppo = Prealpi Giulie Meridionali
- Codice = II/C-34.II-B

## Delimitazioni
Ruotando in senso orario i limiti geografici sono: Sella di Caporetto, fiume Isonzo, colline di Gorizia, Pianura friulana, torrente Cornappo, Sella di Tiulac, torrente Natisone, Sella di Caporetto.

## Suddivisione
Secondo la SOIUSA le Prealpi Giulie Meridionali sono ulteriormente suddivise in due gruppi:
- Gruppo Mia-Ioanaz (3)
- Gruppo del Matajur (4)

## Vette
Alcune delle vette principali delle Prealpi Giulie Meridionali sono:
- Matajur - 1.641 m
- Monte Mia - 1.244 m
- Monte Colovrat - 1.243 m
- Joanaz - 1.167 m
- Monte San Martino - 987 m
- Monte Craguenza - 949 m
- Monte Cum - 917 m